# Núcleo terrestre
O núcleo é a camada mais profunda do planeta Terra situada após o manto, sendo a mais quente das camadas terrestres. É dividido em duas partes: núcleo externo e núcleo interno.
O núcleo externo é provavelmente composto de ferro metálico e outros elementos (enxofre, silício, oxigénio, potássio e hidrogénio) e o núcleo interno é composto de ferro e níquel, e é sólido porque, apesar das imensas temperaturas, está sujeito a pressões tão elevadas (cerca de 4,5 milhões de atmosferas) que os átomos ficam compactados; as forças de repulsão entre os átomos são vencidas pela pressão externa, e a substância acaba se tornando sólida. A temperatura entre o núcleo e o manto é estimada em cerca de 3700°C, podendo atingir de 4000 a 6000 °C no núcleo interno.
Em seus primeiros momentos de existência, há cerca de 4,5 bilhões de anos, a Terra era formada por materiais líquidos ou pastosos, e devido à acção da gravidade os objectos muito densos foram sendo atraídos para o interior do planeta (o processo é conhecido como diferenciação planetária), enquanto que materiais menos densos foram trazidos para a superfície. Como resultado, o núcleo é composto em grande parte por elementos mais pesados como o ferro (80%), e de alguma quantidade de níquel e cobre. Outros elementos, como o chumbo e o urânio, são muito raros para serem considerados, ou tendem a se ligar a elementos mais leves, permanecendo então na crosta. A espessura do núcleo é aproximadamente 3400 km de raio.

## Definições
A estrutura da Terra pode ser definida de duas maneiras: por propriedades mecânicas, como reologia, ou quimicamente. Mecanicamente, pode ser dividido em litosfera, astenosfera, manto mesosférico, núcleo externo, núcleo interno e núcleo mais interno. Quimicamente, a Terra pode ser dividida em crosta, manto superior, manto inferior, núcleo externo e núcleo interno.
O núcleo da Terra pode ter parado de girar e até invertido o movimento. Há cerca de 10 anos, um fenômeno incrível começou a acontecer no centro da Terra. O núcleo interno — uma esfera de ferro a milhares de quilômetros abaixo de nós — não gira mais como antes.